# Collegio elettorale di Cuneo-Saluzzo
Il collegio di Cuneo-Saluzzo fu un collegio elettorale uninominale della Repubblica Italiana appartenente alla Circoscrizione Piemonte; fu utilizzato per eleggere un senatore della Repubblica dalla I alla XI legislatura.

## Storia
Il collegio venne creato nel 1948 secondo la legge n. 29 del 6 febbraio 1948 la quale, pur basandosi sull'impianto proporzionale in vigore per la Camera, rispetto a quest'ultima conteneva alcuni piccoli correttivi in senso maggioritario. Tale legge ebbe il suo definitivo perfezionamento col Testo Unico n°361 del 1957. Differentemente dalla Camera, la legge elettorale del Senato si articolava su base regionale, seguendo il dettato costituzionale (art.57). Ogni Regione era suddivisa in tanti collegi uninominali quanti erano i seggi ad essa assegnati. All'interno di ciascun collegio, veniva eletto il candidato che avesse raggiunto il quorum del 65% delle preferenze: tale soglia, oggettivamente di difficilissimo conseguimento, tradiva l'impianto proporzionale su cui era concepito anche il sistema elettorale della Camera Alta. Qualora, come normalmente avveniva, nessun candidato avesse conseguito l'elezione, i voti di tutti i candidati venivano raggruppati in liste di partito a livello regionale, dove i seggi venivano allocati utilizzando il metodo D'Hondt delle maggiori medie statistiche e quindi, all'interno di ciascuna lista, venivano dichiarati eletti i candidati con le migliori percentuali di preferenza.
Nel 1993, con la cosiddetta Legge Mattarella (Legge n. 276, Norme per l'elezione del Senato della Repubblica), attuata in seguito al referendum abrogativo del 1993, venne istituito per la Camera dei deputati e per il Senato della Repubblica un sistema di elezione misto, in parte maggioritario e in parte proporzionale. Il 75% dei parlamentari dell'assemblea veniva eletto in collegi uninominali tramite sistema maggioritario a turno unico; il restante 25% al Senato veniva eletto tramite recupero proporzionale dei più votati non eletti attraverso un meccanismo di calcolo denominato "scorporo", cioè sottraendo dal conteggio dei voti totali di una lista nella parte proporzionale i voti ottenuti dai candidati collegati alla medesima lista che erano eletti nei collegi uninominali con il sistema maggioritario.
Il collegio di Cuneo-Saluzzo venne pertanto abolito nel 1993 e fu sostituito dal collegio uninominale di Cuneo.

## Territorio
Il collegio di Cuneo-Saluzzo era uno dei 17 collegi uninominali in cui era suddiviso il Piemonte; comprendeva i seguenti comuni: Acceglio, Aisone, Argentera, Bagnolo Piemonte, Barge, Bellino, Bernezzo, Borgo San Dalmazzo, Boves, Briga Alta, Brondello, Brossasco, Busca, Canosio, Caraglio, Cardè, Cartignano, Casteldelfino, Castellar, Castelmagno, Celle di Macra, Cervasca, Costigliole Saluzzo, Crissolo, Cuneo, Demonte, Dronero, Elva, Entracque, Envie, Frassino, Gaiola, Gambasca, Isasca, Lagnasco, Limone Piemonte, Macra, Manta, Marmora, Martiniana Po, Melle, Moiola, Montemale di Cuneo, Monterosso Grana, Moretta, Oncino, Ostana, Paesana, Pagno, Peveragno, Piasco, Pietraporzio, Pontechianale, Pradleves, Prazzo, Revello, Rifreddo, Rittana, Roaschia, Robilante, Roccabruna, Roccasparvera, Roccavione, Rossana, Saluzzo, Sambuco, Sampeyre, San Damiano Macra, Sanfront, Stroppo, Valdieri, Valgrana, Valloriate, Valmala, Venasca, Vernante, Verzuolo, Vignolo, Villar San Costanzo e Vinadio.

## Dati elettorali

### I legislatura
|                                                                                | Antonio Toselli ✔️ Eletto   | Democrazia Cristiana           | 64 504  | 56,59 |  |  |  |  |  |
|                                                                                | Spartaco Beltrand ✔️ Eletto | Unità Socialista               | 20 035  | 17,58 |  |  |  |  |  |
|                                                                                | Giovanni Antonio Germanetto | Fronte Democratico Popolare    | 15 459  | 13,56 |  |  |  |  |  |
|                                                                                | Stefano Perrier             | Blocco Nazionale               | 10 877  | 9,54  |  |  |  |  |  |
|                                                                                | Dionigi Revelli             | Partito dei Contadini d'Italia | 3 107   | 2,73  |  |  |  |  |  |
| Totale                                                                         | Totale                      | Totale                         | 113 982 | 100   |  |  |  |  |  |
|                                                                                |                             |                                |         |       |  |  |  |  |  |
| Voti non validi                                                                | Voti non validi             | Voti non validi                | 6 129   | 5,10  |  |  |  |  |  |
| Votanti                                                                        | Votanti                     | Votanti                        | 120 111 | 88,35 |  |  |  |  |  |
| Elettori                                                                       | Elettori                    | Elettori                       | 135 953 |       |  |  |  |  |  |
|                                                                                |                             |                                |         |       |  |  |  |  |  |
| Nota: quorum del 65% non raggiunto; ripartizione dei seggi a livello regionale |                             |                                |         |       |  |  |  |  |  |
| Data: 18 aprile 1948                                                           |                             |                                |         |       |  |  |  |  |  |
| Fonte: Ministero dell'interno                                                  |                             |                                |         |       |  |  |  |  |  |

### II legislatura
|                                                                                | Antonio Toselli ✔️ Eletto | Democrazia Cristiana                    | 54 851  | 48,81 |  |  |  |  |  |
|                                                                                | Stefano Perrier ✔️ Eletto | Partito Liberale Italiano               | 12 962  | 11,53 |  |  |  |  |  |
|                                                                                | Giovenale Sampò           | Partito Socialista Italiano             | 12 078  | 10,75 |  |  |  |  |  |
|                                                                                | Giuseppe Gastaldi         | Partito Comunista Italiano              | 11 821  | 10,52 |  |  |  |  |  |
|                                                                                | Spartaco Beltrand         | Partito Socialista Democratico Italiano | 11 147  | 9,92  |  |  |  |  |  |
|                                                                                | Antonio Cavallo           | Partito Nazionale Monarchico            | 6 337   | 5,64  |  |  |  |  |  |
|                                                                                | Vindice Cavallera         | Unità Popolare                          | 1 912   | 1,70  |  |  |  |  |  |
|                                                                                | Franco Antonicelli        | Alleanza Democratica Nazionale          | 1 269   | 1,13  |  |  |  |  |  |
| Totale                                                                         | Totale                    | Totale                                  | 112 377 | 100   |  |  |  |  |  |
|                                                                                |                           |                                         |         |       |  |  |  |  |  |
| Voti non validi                                                                | Voti non validi           | Voti non validi                         | 7 116   | 5,96  |  |  |  |  |  |
| Votanti                                                                        | Votanti                   | Votanti                                 | 119 493 | 89,72 |  |  |  |  |  |
| Elettori                                                                       | Elettori                  | Elettori                                | 133 178 |       |  |  |  |  |  |
|                                                                                |                           |                                         |         |       |  |  |  |  |  |
| Nota: quorum del 65% non raggiunto; ripartizione dei seggi a livello regionale |                           |                                         |         |       |  |  |  |  |  |
| Data: 7 giugno 1953                                                            |                           |                                         |         |       |  |  |  |  |  |
| Fonte: Ministero dell'interno                                                  |                           |                                         |         |       |  |  |  |  |  |

### III legislatura
|                                                                                | Giovanni Giraudo ✔️ Eletto | Democrazia Cristiana                       | 62 459  | 53,83 |  |  |  |  |  |
|                                                                                | Giovenale Sampò            | Partito Socialista Italiano                | 13 208  | 11,38 |  |  |  |  |  |
|                                                                                | Domenico Chiaramello       | Partito Socialista Democratico Italiano    | 9 722   | 8,38  |  |  |  |  |  |
|                                                                                | Giorgio Giraudo            | Partito Comunista Italiano                 | 8 756   | 7,55  |  |  |  |  |  |
|                                                                                | Antonio Motta              | Partito Liberale Italiano                  | 8 677   | 7,48  |  |  |  |  |  |
|                                                                                | Flavio Colombo             | Movimento Autonomista Regionale Piemontese | 6 595   | 5,68  |  |  |  |  |  |
|                                                                                | Giovanni Tecco             | Movimento Comunità                         | 2 601   | 2,24  |  |  |  |  |  |
|                                                                                | Luigi Di Giacomo           | Partito Monarchico Popolare                | 2 390   | 2,06  |  |  |  |  |  |
|                                                                                | Chiaffredo Ferrato         | PRI - PR                                   | 1 621   | 1,40  |  |  |  |  |  |
| Totale                                                                         | Totale                     | Totale                                     | 116 029 | 100   |  |  |  |  |  |
|                                                                                |                            |                                            |         |       |  |  |  |  |  |
| Voti non validi                                                                | Voti non validi            | Voti non validi                            | 6 569   | 5,36  |  |  |  |  |  |
| Votanti                                                                        | Votanti                    | Votanti                                    | 122 598 | 91,41 |  |  |  |  |  |
| Elettori                                                                       | Elettori                   | Elettori                                   | 134 113 |       |  |  |  |  |  |
|                                                                                |                            |                                            |         |       |  |  |  |  |  |
| Nota: quorum del 65% non raggiunto; ripartizione dei seggi a livello regionale |                            |                                            |         |       |  |  |  |  |  |
| Data: 25 maggio 1958                                                           |                            |                                            |         |       |  |  |  |  |  |
| Fonte: Ministero dell'interno                                                  |                            |                                            |         |       |  |  |  |  |  |

### IV legislatura
|                                                                                | Giovanni Giraudo ✔️ Eletto | Democrazia Cristiana                    | 63 019  | 54,47 |  |  |  |  |  |
|                                                                                | G. Cogo                    | Partito Socialista Italiano             | 14 936  | 12,91 |  |  |  |  |  |
|                                                                                | E. Pratis                  | Partito Socialista Democratico Italiano | 13 061  | 11,29 |  |  |  |  |  |
|                                                                                | Antonio Motta              | Partito Liberale Italiano               | 11 794  | 10,19 |  |  |  |  |  |
|                                                                                | G. Biancani                | Partito Comunista Italiano              | 10 344  | 8,94  |  |  |  |  |  |
|                                                                                | C. Delcroix                | Movimento Sociale Italiano              | 2 535   | 2,19  |  |  |  |  |  |
| Totale                                                                         | Totale                     | Totale                                  | 115 689 | 100   |  |  |  |  |  |
|                                                                                |                            |                                         |         |       |  |  |  |  |  |
| Voti non validi                                                                | Voti non validi            | Voti non validi                         | 7 319   | 5,95  |  |  |  |  |  |
| Votanti                                                                        | Votanti                    | Votanti                                 | 123 008 | 92,14 |  |  |  |  |  |
| Elettori                                                                       | Elettori                   | Elettori                                | 133 496 |       |  |  |  |  |  |
|                                                                                |                            |                                         |         |       |  |  |  |  |  |
| Nota: quorum del 65% non raggiunto; ripartizione dei seggi a livello regionale |                            |                                         |         |       |  |  |  |  |  |
| Data: 28 aprile 1963                                                           |                            |                                         |         |       |  |  |  |  |  |
| Fonte: Ministero dell'interno                                                  |                            |                                         |         |       |  |  |  |  |  |

### V legislatura
|                                                                                | Giovanni Giraudo ✔️ Eletto  | Democrazia Cristiana          | 61 351  | 51,66 |  |  |  |  |  |
|                                                                                | Alberto Cipellini ✔️ Eletto | PSI-PSDI Unificati            | 24 588  | 20,70 |  |  |  |  |  |
|                                                                                | Franco Antonicelli          | Partito Comunista Italiano    | 14 989  | 12,62 |  |  |  |  |  |
|                                                                                | A. Ruata                    | Partito Liberale Italiano     | 13 295  | 11,20 |  |  |  |  |  |
|                                                                                | E. Pratis                   | Partito Repubblicano Italiano | 2 464   | 2,07  |  |  |  |  |  |
|                                                                                | G. Cordero di Montezemolo   | Movimento Sociale Italiano    | 2 071   | 1,74  |  |  |  |  |  |
| Totale                                                                         | Totale                      | Totale                        | 118 758 | 100   |  |  |  |  |  |
|                                                                                |                             |                               |         |       |  |  |  |  |  |
| Voti non validi                                                                | Voti non validi             | Voti non validi               | 7 491   | 5,93  |  |  |  |  |  |
| Votanti                                                                        | Votanti                     | Votanti                       | 126 249 | 93,79 |  |  |  |  |  |
| Elettori                                                                       | Elettori                    | Elettori                      | 134 603 |       |  |  |  |  |  |
|                                                                                |                             |                               |         |       |  |  |  |  |  |
| Nota: quorum del 65% non raggiunto; ripartizione dei seggi a livello regionale |                             |                               |         |       |  |  |  |  |  |
| Data: 19 maggio 1968                                                           |                             |                               |         |       |  |  |  |  |  |
| Fonte: Ministero dell'interno                                                  |                             |                               |         |       |  |  |  |  |  |

### VI legislatura
|                                                                                | Giovanni Giraudo ✔️ Eletto  | Democrazia Cristiana                    | 60 047  | 48,88 |  |  |  |  |  |
|                                                                                | Alberto Cipellini ✔️ Eletto | Partito Socialista Italiano             | 21 549  | 17,54 |  |  |  |  |  |
|                                                                                | U. Pedrini                  | Partito Liberale Italiano               | 13 612  | 11,08 |  |  |  |  |  |
|                                                                                | Carlo Galante Garrone       | Partito Comunista Italiano              | 12 284  | 10,00 |  |  |  |  |  |
|                                                                                | L. Massa                    | Partito Socialista Democratico Italiano | 8 614   | 7,01  |  |  |  |  |  |
|                                                                                | M. Delpozzo                 | Partito Repubblicano Italiano           | 4 141   | 3,37  |  |  |  |  |  |
|                                                                                | M. Ciccu                    | Movimento Sociale Italiano              | 2 602   | 2,12  |  |  |  |  |  |
| Totale                                                                         | Totale                      | Totale                                  | 122 849 | 100   |  |  |  |  |  |
|                                                                                |                             |                                         |         |       |  |  |  |  |  |
| Voti non validi                                                                | Voti non validi             | Voti non validi                         | 6 081   | 4,72  |  |  |  |  |  |
| Votanti                                                                        | Votanti                     | Votanti                                 | 128 930 | 94,70 |  |  |  |  |  |
| Elettori                                                                       | Elettori                    | Elettori                                | 136 142 |       |  |  |  |  |  |
|                                                                                |                             |                                         |         |       |  |  |  |  |  |
| Nota: quorum del 65% non raggiunto; ripartizione dei seggi a livello regionale |                             |                                         |         |       |  |  |  |  |  |
| Data: 7 maggio 1972                                                            |                             |                                         |         |       |  |  |  |  |  |
| Fonte: Ministero dell'interno                                                  |                             |                                         |         |       |  |  |  |  |  |

### VII legislatura
|                                                                                | Giovanni Bersani ✔️ Eletto  | Democrazia Cristiana                    | 62 755  | 50,84 |  |  |  |  |  |
|                                                                                | Luigi Borgna                | Partito Comunista Italiano              | 20 624  | 16,71 |  |  |  |  |  |
|                                                                                | Alberto Cipellini ✔️ Eletto | Partito Socialista Italiano             | 16 789  | 13,60 |  |  |  |  |  |
|                                                                                | Giuseppe Fassino            | Partito Liberale Italiano               | 7 216   | 5,85  |  |  |  |  |  |
|                                                                                | Carlo Benatti               | Partito Socialista Democratico Italiano | 6 191   | 5,02  |  |  |  |  |  |
|                                                                                | Bruno Visentini             | Partito Repubblicano Italiano           | 4 706   | 3,81  |  |  |  |  |  |
|                                                                                | Egidio Marini               | Movimento Sociale Italiano              | 2 859   | 2,32  |  |  |  |  |  |
|                                                                                | Gianfranco Donadei          | Partito Radicale                        | 2 294   | 1,86  |  |  |  |  |  |
| Totale                                                                         | Totale                      | Totale                                  | 123 434 | 100   |  |  |  |  |  |
|                                                                                |                             |                                         |         |       |  |  |  |  |  |
| Voti non validi                                                                | Voti non validi             | Voti non validi                         | 6 152   | 4,75  |  |  |  |  |  |
| Votanti                                                                        | Votanti                     | Votanti                                 | 129 586 | 94,16 |  |  |  |  |  |
| Elettori                                                                       | Elettori                    | Elettori                                | 137 627 |       |  |  |  |  |  |
|                                                                                |                             |                                         |         |       |  |  |  |  |  |
| Nota: quorum del 65% non raggiunto; ripartizione dei seggi a livello regionale |                             |                                         |         |       |  |  |  |  |  |
| Data: 20 giugno 1976                                                           |                             |                                         |         |       |  |  |  |  |  |
| Fonte: Ministero dell'interno                                                  |                             |                                         |         |       |  |  |  |  |  |

### VIII legislatura
|                                                                                | Luigi Macario ✔️ Eletto     | Democrazia Cristiana                         | 56 151  | 46,47 |  |  |  |  |  |
|                                                                                | L. Borgna                   | Partito Comunista Italiano                   | 17 515  | 14,50 |  |  |  |  |  |
|                                                                                | Alberto Cipellini ✔️ Eletto | Partito Socialista Italiano                  | 16 213  | 13,42 |  |  |  |  |  |
|                                                                                | Giuseppe Fassino            | Partito Liberale Italiano                    | 10 727  | 8,88  |  |  |  |  |  |
|                                                                                | E. Bandiera                 | Partito Socialista Democratico Italiano      | 8 058   | 6,67  |  |  |  |  |  |
|                                                                                | E. Algranati                | Partito Repubblicano Italiano                | 4 893   | 4,05  |  |  |  |  |  |
|                                                                                | G. Donadei                  | Partito Radicale                             | 3 948   | 3,27  |  |  |  |  |  |
|                                                                                | E. Marini                   | Movimento Sociale Italiano                   | 2 516   | 2,08  |  |  |  |  |  |
|                                                                                | E. Perillo                  | Costituente di Destra - Democrazia Nazionale | 813     | 0,67  |  |  |  |  |  |
| Totale                                                                         | Totale                      | Totale                                       | 120 834 | 100   |  |  |  |  |  |
|                                                                                |                             |                                              |         |       |  |  |  |  |  |
| Voti non validi                                                                | Voti non validi             | Voti non validi                              | 8 919   | 6,87  |  |  |  |  |  |
| Votanti                                                                        | Votanti                     | Votanti                                      | 129 753 | 92,59 |  |  |  |  |  |
| Elettori                                                                       | Elettori                    | Elettori                                     | 140 130 |       |  |  |  |  |  |
|                                                                                |                             |                                              |         |       |  |  |  |  |  |
| Nota: quorum del 65% non raggiunto; ripartizione dei seggi a livello regionale |                             |                                              |         |       |  |  |  |  |  |
| Data: 3 giugno 1979                                                            |                             |                                              |         |       |  |  |  |  |  |
| Fonte: Ministero dell'interno                                                  |                             |                                              |         |       |  |  |  |  |  |

### IX legislatura
|                                                                                | Carlo Baldi ✔️ Eletto      | Democrazia Cristiana                    | 48 226  | 41,35 |  |  |  |  |  |
|                                                                                | Mario Soglio               | Partito Comunista Italiano              | 15 726  | 13,48 |  |  |  |  |  |
|                                                                                | Giuseppe Fassino ✔️ Eletto | Partito Liberale Italiano               | 15 689  | 13,45 |  |  |  |  |  |
|                                                                                | Alberto Cipellini          | Partito Socialista Italiano             | 13 558  | 11,62 |  |  |  |  |  |
|                                                                                | Antonio Cartia             | Partito Repubblicano Italiano           | 9 409   | 8,07  |  |  |  |  |  |
|                                                                                | Pietro Franco              | Partito Socialista Democratico Italiano | 4 712   | 4,04  |  |  |  |  |  |
|                                                                                | Cesare Pozzo               | Movimento Sociale Italiano              | 3 558   | 3,05  |  |  |  |  |  |
|                                                                                | Guido Giolitti             | Partito Radicale                        | 2 721   | 2,33  |  |  |  |  |  |
|                                                                                | Ludovico Geymonat          | Democrazia Proletaria                   | 1 875   | 1,61  |  |  |  |  |  |
|                                                                                | Antonio Dodrero            | Lista per Trieste                       | 1 161   | 1,00  |  |  |  |  |  |
| Totale                                                                         | Totale                     | Totale                                  | 116 635 | 100   |  |  |  |  |  |
|                                                                                |                            |                                         |         |       |  |  |  |  |  |
| Voti non validi                                                                | Voti non validi            | Voti non validi                         | 11 837  | 9,21  |  |  |  |  |  |
| Votanti                                                                        | Votanti                    | Votanti                                 | 128 472 | 90,10 |  |  |  |  |  |
| Elettori                                                                       | Elettori                   | Elettori                                | 142 581 |       |  |  |  |  |  |
|                                                                                |                            |                                         |         |       |  |  |  |  |  |
| Nota: quorum del 65% non raggiunto; ripartizione dei seggi a livello regionale |                            |                                         |         |       |  |  |  |  |  |
| Data: 26 giugno 1983                                                           |                            |                                         |         |       |  |  |  |  |  |
| Fonte: Ministero dell'interno                                                  |                            |                                         |         |       |  |  |  |  |  |

### X legislatura
|                                                                                | Francesco Mazzola ✔️ Eletto | Democrazia Cristiana                    | 47 740  | 39,16 |  |  |  |  |  |
|                                                                                | M. Garino                   | Partito Socialista Italiano             | 15 247  | 12,51 |  |  |  |  |  |
|                                                                                | D. Novelli                  | Partito Comunista Italiano              | 14 611  | 11,98 |  |  |  |  |  |
|                                                                                | Giuseppe Fassino            | Partito Liberale Italiano               | 11 835  | 9,71  |  |  |  |  |  |
|                                                                                | L. Firpo                    | Partito Repubblicano Italiano           | 5 389   | 4,42  |  |  |  |  |  |
|                                                                                | E. Mauro                    | Partito Socialista Democratico Italiano | 5 295   | 4,34  |  |  |  |  |  |
|                                                                                | G. De Maria                 | Piemont Autonomia Regionale             | 4 835   | 3,97  |  |  |  |  |  |
|                                                                                | R. Perna                    | Movimento Sociale Italiano              | 3 781   | 3,10  |  |  |  |  |  |
|                                                                                | E. Allario                  | Lista Verde                             | 3 725   | 3,06  |  |  |  |  |  |
|                                                                                | C. Sismondi                 | Partito Radicale                        | 3 146   | 2,58  |  |  |  |  |  |
|                                                                                | A. Bodrero                  | Piemont                                 | 3 145   | 2,58  |  |  |  |  |  |
|                                                                                | D. Carli                    | Democrazia Proletaria                   | 1 752   | 1,44  |  |  |  |  |  |
|                                                                                | F. Renda                    | Liga Veneta - Pensionati Uniti          | 887     | 0,73  |  |  |  |  |  |
|                                                                                | G. Roggero                  | Movimento di Liberazione Fiscale        | 405     | 0,33  |  |  |  |  |  |
|                                                                                | A. Loro                     | Alleanza Popolare Pensionati            | 132     | 0,11  |  |  |  |  |  |
| Totale                                                                         | Totale                      | Totale                                  | 121 925 | 100   |  |  |  |  |  |
|                                                                                |                             |                                         |         |       |  |  |  |  |  |
| Voti non validi                                                                | Voti non validi             | Voti non validi                         | 9 872   | 7,49  |  |  |  |  |  |
| Votanti                                                                        | Votanti                     | Votanti                                 | 131 797 | 90,82 |  |  |  |  |  |
| Elettori                                                                       | Elettori                    | Elettori                                | 145 126 |       |  |  |  |  |  |
|                                                                                |                             |                                         |         |       |  |  |  |  |  |
| Nota: quorum del 65% non raggiunto; ripartizione dei seggi a livello regionale |                             |                                         |         |       |  |  |  |  |  |
| Data: 14 giugno 1987                                                           |                             |                                         |         |       |  |  |  |  |  |
| Fonte: Ministero dell'interno                                                  |                             |                                         |         |       |  |  |  |  |  |

### XI legislatura
|                                                                                | Francesco Mazzola ✔️ Eletto  | Democrazia Cristiana                    | 34 298  | 27,11 |  |  |  |  |  |
|                                                                                | Giuseppe Farassino ✔️ Eletto | Lega Nord                               | 26 891  | 21,25 |  |  |  |  |  |
|                                                                                | Raffaele Costa               | Partito Liberale Italiano               | 19 437  | 15,36 |  |  |  |  |  |
|                                                                                | Manlio Vineis                | Partito Socialista Italiano             | 10 765  | 8,51  |  |  |  |  |  |
|                                                                                | Ugo Sturlese                 | Partito Democratico della Sinistra      | 8 385   | 6,63  |  |  |  |  |  |
|                                                                                | Quintino Cartia              | Partito Repubblicano Italiano           | 4 857   | 3,84  |  |  |  |  |  |
|                                                                                | Marco Pasetto                | Lega Alpina Piemont                     | 4 295   | 3,39  |  |  |  |  |  |
|                                                                                | Sergio Dalmasso              | Partito della Rifondazione Comunista    | 3 159   | 2,50  |  |  |  |  |  |
|                                                                                | Giuseppe Sarà                | Federazione dei Verdi                   | 2 867   | 2,27  |  |  |  |  |  |
|                                                                                | Gaetano Barone               | Movimento Sociale Italiano              | 2 564   | 2,03  |  |  |  |  |  |
|                                                                                | Antonio Landrò               | La Lega Casalinghe-Pensionati           | 2 235   | 1,77  |  |  |  |  |  |
|                                                                                | Franco Ripa                  | Federalismo - Pensionati Uomini Vivi    | 1 882   | 1,49  |  |  |  |  |  |
|                                                                                | Tommaso Scardicchio          | Partito Pensionati                      | 1 761   | 1,39  |  |  |  |  |  |
|                                                                                | Federico Zeri                | Sì Referendum                           | 1 298   | 1,03  |  |  |  |  |  |
|                                                                                | Carlo Benatti                | Partito Socialista Democratico Italiano | 1 255   | 0,99  |  |  |  |  |  |
|                                                                                | Ettore Della Savina          | Verdi Verdi                             | 580     | 0,46  |  |  |  |  |  |
| Totale                                                                         | Totale                       | Totale                                  | 126 529 | 100   |  |  |  |  |  |
|                                                                                |                              |                                         |         |       |  |  |  |  |  |
| Voti non validi                                                                | Voti non validi              | Voti non validi                         | 8 038   | 5,97  |  |  |  |  |  |
| Votanti                                                                        | Votanti                      | Votanti                                 | 134 567 | 89,30 |  |  |  |  |  |
| Elettori                                                                       | Elettori                     | Elettori                                | 150 686 |       |  |  |  |  |  |
|                                                                                |                              |                                         |         |       |  |  |  |  |  |
| Nota: quorum del 65% non raggiunto; ripartizione dei seggi a livello regionale |                              |                                         |         |       |  |  |  |  |  |
| Data: 5 aprile 1992                                                            |                              |                                         |         |       |  |  |  |  |  |
| Fonte: Ministero dell'interno                                                  |                              |                                         |         |       |  |  |  |  |  |